# بارتولينا سيسا
بارتولینا سیسا
كانت بارتولينا سيسا (1750 - 5 سبتمبر 1781) امرأة من قبيلة الأيمارا وبطلة من السكان الأصليين قادت عدة ثورات ضد الإمبراطورية الإسبانية في تشاركاس ، ثم جزء من نائب الملك في بيرو وبوليفيا الحالية. جنبًا إلى جنب مع زوجته ، السكان الأصليين قام الزعيم الهندي توباك قطري بتنظيم المعسكرات العسكرية للسكان الأصليين التي حاصرت لاباز. وفي النهاية تعرض بارتولينا للخيانة وتم تسليمه إلى السلطات الإسبانية التي قامت بإعدامه فيما بعد.

## سيرة
ولدت بارتولينا سيسا حوالي عام 1750 في مجتمع السكان الأصليين في كاراكوتو ، وهي قرية تقع في تشاركاس للعقارات في النيابة الملكية على بيرو.والديه هما خوسيه سيسا وجوزيبي فارغاس. كان لا يزال طفلاً صغيراً عندما انتقلت عائلته إلى سيكا سيكا.

## حصار لاباز
انضمت بارتولينا سيسا وزوجها وقادة آخرون من السكان الأصليين مثل خوسيه غابرييل كوندوركانكي الذي عُرِف فيما بعد باسم توباك أمارو الثاني، والأخوان داماسيو وتوماس كاتاري لتحقيق هدفهم المثالي المتمثل في التمكن من بناء وإعداد السكان الأصليين، تمكنوا بترابطهم من جمع حوالي 150ألفا من السكان الأصليين معظمهم من الكيتشوا والإيمارا حول أهدافهم.
في 13 مارس 1781 حاصر سيسا وتوباك كاثاري مدينة لاباز عاصمة تشاركاس آنذاك والمقر الاستعماري لريال أودينسيا  بقوة قوامها 20 ألف شخصا، وانضم إليها لاحقا 80 ألفا آخرين، وهذه المدينة محاطة بوديان مغلقة، وبحصارها يصبح من الممكن جعل الذهاب والمجيئ من وإلى المدينة مقطوعا تماما، وخلال تلك الفترة أقامت سيسا معسكراتها الحربية على الممرات  الجبلية المؤدية إلى المدينة حيث كانت بمثابة القائدة الرئيسية للقوات المحلية، وفي 21 مايو حاولت قوة إسبانية فك الحصار ووالقبض على سيسا لكنها لم تفلح.. قام الكاثاريون وسيسا معسكرا في إل ألتو وحاصروا جيشهم حصارا دام لمدة 184 يوما من مارس إلى يونيو ومن أغسطس إلى أكتوبر،وكانت سيسا قد لعبت دورا مهما كأحد قادة الحصار بعد الاستيلاء على كاثاري في أبريل.

## الإعتقال وحكم الإعدام
وبالنهاية تم كسر الحصار بعد حوالي 190 يوما مع وصول قوات التعزيزات الإسبانية القادمة من ليما ولابلاتا وبوينس آيرس ومن المجتمعات الأخرى المناهضة للكاثاريين، وتم شنقهم في سبتمبر 1782.تم القبض على بارتولينا سيسا وإعدامها من قبل الأسبان في 5 سبتمبر 1782 حيث تم شنقها بعد تعرضها للإذلال العلني في الساحة الرئيسية في لابازوهي الآن ساحة( بلازا موريللو)، وتعرضت للضرب والاغتصاب،،  وبمجرد موتها قام الأسبان بتقطيع جسدها إلى أشلاء وأظهروا رأسها في الأماكن العامة لإشاعة الخوف بين  السكان الأصليين، وأرسلوا باقي أشلائها لعرضها في قرى مختلفة.

## الإرث
هذا وقد تم تكريمها في عام 1980 تحت عنوان اتحاد بارتولينا سيسا وهو منظمة نقابية لنساء السكان الأصليين والفلاحين تهدف  إلى تحسين مشاركة نساء الشعوب الأصلية والريفيات في القرارات السياسية والاجتماعية والاقتصادية لبوليفيا، في عام 1983 أيضا قرر الاجتماع الثاني لمنظمات وحركات الأمريكتين المنعقد في تيواناكو بأن يكون يوم إحتفال السكان الأصليين باليوم العالمي للمرأة في الخامس من سبتمبر من كل عام وهو نفس يوم إعدامها.

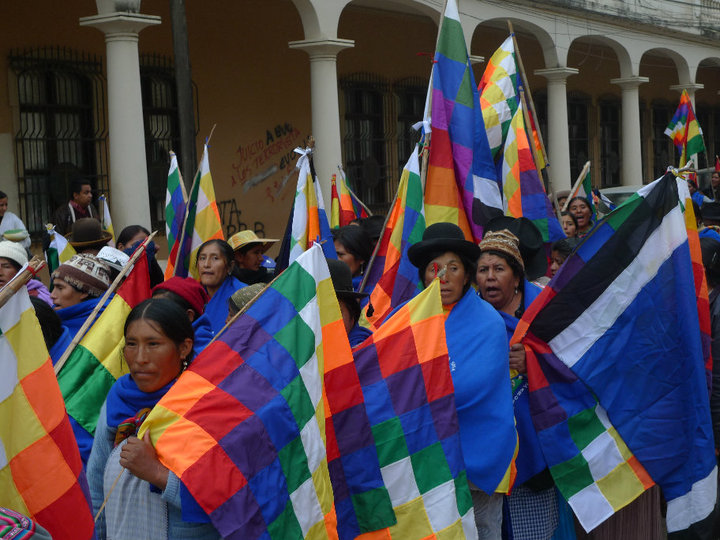
اتحاد بارتولينا سيسا